# Frederica de Brandemburgo-Schwedt
Frederica Doroteia Sofia de Brandemburgo-Schwedt (em alemão:  Friederike Dorothea Sophia von Brandenburg-Schwedt; Schwedt, 18 de dezembro de 1736 — Estugarda, 9 de março de 1798) foi uma duquesa de Württemberg e antepassada de muitos membros da realeza dos séculos XIX e XX.

## Família
Sofia Doroteia era a filha mais velha do marquês Frederico Guilherme de Brandemburgo-Schwedt e da princesa Sofia Doroteia da Prússia. Os seus avós paternos eram o marquês Filipe Guilherme de Brandemburgo-Schwedt e a princesa Joana Carlota de Anhalt-Dessau. Os seus avós maternos eram o rei Frederico Guilherme I da Prússia e a princesa Sofia Doroteia de Hanôver, uma neta do rei Jorge I da Grã-Bretanha.

## Vida
Os contemporâneos dizem que Sofia Doroteia era sagaz e encantadora. Era luterana, ao passo que o seu consorte era católico, mas fez questão de educar os seus filhos protestantes depois de fazer um acordo com o conselho luterano de quem recebia um rendimento.
A partir de 1769 passou a viver em Montbéliard que estava a ser gerido pelo seu marido, mas o qual foi forçado a abandonar em 1792 devido à Revolução Francesa. O seu marido herdou o ducado de Württemberg em 1795.

## Casamento e descendência
Sofia Doroteia casou-se com Frederico II Eugénio, Duque de Württemberg no dia 2 de novembro de 1753. Juntos tiveram doze filhos:
1. Frederico III de Württemberg (depois Frederico I de Württemberg), (6 de novembro de 1754 – 30 de outubro de 1816), primeiro rei de Württemberg; casado primeiro com a princesa Augusta de Brunsvique-Volfembutel; com descendência; casado depois com a princesa Carlota do Reino Unido; sem descendência.
2. Luís, Duque de Württemberg (30 de agosto de 1756 – 20 de setembro de 1817); casado primeiro com Maria Czartoryska; com descendência; casado depois com a princesa Henriqueta de Nassau-Weilburg; com descendência.
3. Eugénio Frederico de Württemberg (21 de novembro de 1758 – 20 de junho de 1822); casado com a princesa Luísa de Stolberg-Gedern; com descendência.
4. Maria Feodorovna (25 de outubro de 1759 – 5 de novembro de 1828), casada com o czar Paulo I da Rússia; com descendência.
5. Guilherme Frederico Filipe (27 de dezembro de 1761 – 10 de agosto de 1830); casado com Guilhermina de Tunderfeld-Rodis; com descendência.
6. Fernando Augusto Frederico de Württemberg (22 de outubro de 1763 – 20 de janeiro de 1834), casado com a princesa Kunigunde von Metternich, irmã do príncipe Klemens Wenzel von Metternich.
7. Frederica Isabel Amália de Württemberg (27 de julho de 1765 – 24 de novembro de 1785), casada com o príncipe Pedro Frederico de Holstein-Gottorp, futuro grão-duque Pedro I de Oldemburgo; com descendência.
8. Isabel de Württemberg (21 de abril de 1767 – 18 de fevereiro de 1790), casada com o imperador Francisco I da Áustria; com descendência.
9. Frederica Guilhermina Catarina de Württemberg (nascida e morta em 1768);
10. Carlos Frederico Henrique de Württemberg (3 de maio de 1770 – 22 de agosto de 1791);
11. Alexandre de Württemberg (24 de abril de 1771 – 4 de julho de 1833), casado com a princesa Antonieta de Saxe-Coburgo-Saalfeld; os seus descendentes são os actuais chefes da Casa de Württemberg.
12. Carlos Henrique de Württemberg (3 de julho de 1772 – 28 de julho de 1833);

## Títulos e estilos
- 18 de dezembro de 1736 – 2 de novembro de 1753: Sua Alteza Sereníssima Marquesa Frederica de Brandemburgo-Schwedt
- 2 de novembro de 1753 – 20 de maio de 1795: Sua Alteza Sereníssima Duquesa Frederica de Württemberg
- 20 de maio de 1795 – 23 de dezembro de 1797: Sua Alteza Sereníssima A Duquesa de Württemberg
- 23 de dezembro de 1797 – 9 de março de 1798: Sua Alteza Sereníssima A Duquesa Viúva de Württemberg

## Genealogia
| Sofia Doroteia de Brandemburgo-Schwedt | Pai: Frederico Guilherme de Brandemburgo-Schwedt | Avô paterno: Filipe Guilherme de Brandemburgo-Schwedt | Bisavô paterno: Frederico Guilherme, Eleitor de Brandemburgo               |
| Sofia Doroteia de Brandemburgo-Schwedt | Pai: Frederico Guilherme de Brandemburgo-Schwedt | Avô paterno: Filipe Guilherme de Brandemburgo-Schwedt | Bisavó paterna: Sofia Doroteia de Schleswig-Holstein-Sonderburg-Glücksburg |
| Sofia Doroteia de Brandemburgo-Schwedt | Pai: Frederico Guilherme de Brandemburgo-Schwedt | Avó paterna: Joana Carlota de Anhalt-Dessau           | Bisavô paterno: João Jorge II de Anhalt-Dessau                             |
| Sofia Doroteia de Brandemburgo-Schwedt | Pai: Frederico Guilherme de Brandemburgo-Schwedt | Avó paterna: Joana Carlota de Anhalt-Dessau           | Bisavó paterna: Henriqueta Catarina de Orange-Nassau                       |
| Sofia Doroteia de Brandemburgo-Schwedt | Mãe: Sofia Doroteia da Prússia                   | Avô materno: Frederico Guilherme I da Prússia         | Bisavô materno: Frederico I da Prússia                                     |
| Sofia Doroteia de Brandemburgo-Schwedt | Mãe: Sofia Doroteia da Prússia                   | Avô materno: Frederico Guilherme I da Prússia         | Bisavó materna: Sofia Carlota de Hanôver                                   |
| Sofia Doroteia de Brandemburgo-Schwedt | Mãe: Sofia Doroteia da Prússia                   | Avó materna: Sofia Doroteia de Hanôver                | Bisavô materno: Jorge I da Grã-Bretanha                                    |
| Sofia Doroteia de Brandemburgo-Schwedt | Mãe: Sofia Doroteia da Prússia                   | Avó materna: Sofia Doroteia de Hanôver                | Bisavó materna: Sofia Doroteia de Brunsvique-Luneburgo                     |